# Sebald Rau

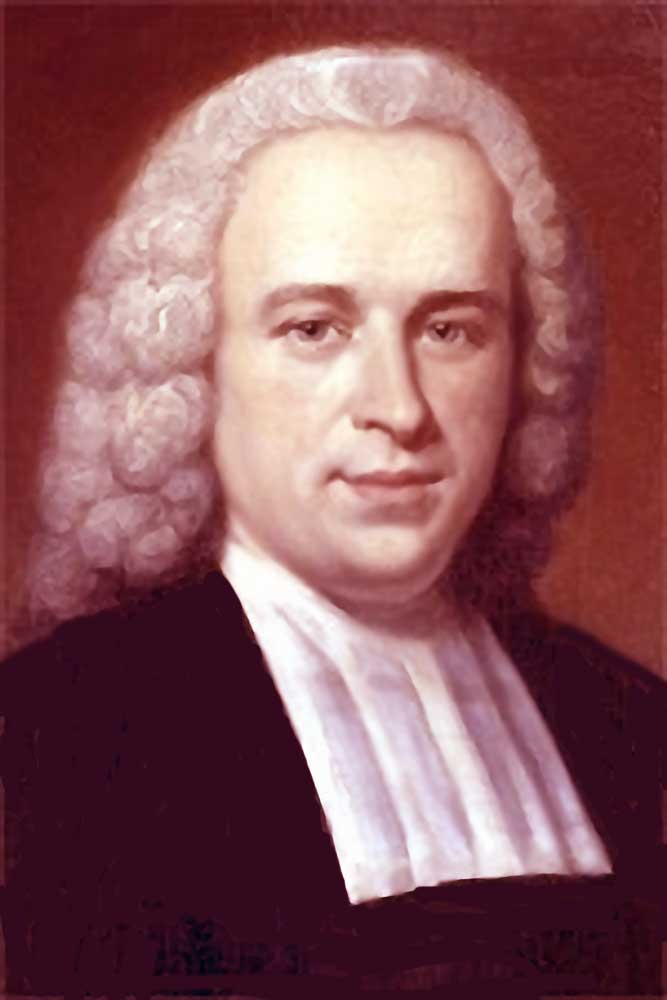
Sebald Rau

Sebald Rau (auch: Sebastianus Ravius; * 4. Oktober 1724 in Herborn; † 10. Januar 1818 in Utrecht) war ein deutscher orientalischer Philologe und reformierter Theologe.

## Leben
Der Sohn des Theologieprofessors am Gymnasium Herborn Johann Eberhard Rau (* 16. Juli 1695 in Allenbach; † 24. Mai 1770 in Herborn) und der Augusta Catharina, Tochter des Theologieprofessors in Herborn Johann Sebald Hamel (* 2. November 1662 in Büdingen; † 4. Juli 1722 in Herborn) und Marie Christine Geisweid, hatte seine Ausbildung in seiner Geburtsstadt absolviert. Hier kam er unter seines Vaters Aufsicht unter die Kandidaten der Theologie. Raus Studien in Herborn beschäftigten sich mit der Literatur, den morgenländischen Sprachen, den jüdischen Altertümern, der arabischen Sprache und der Kirchengeschichte.
1749 wurde er Lektor für orientalische Sprachen an der Universität Utrecht und am 19. Januar 1750 beriefen ihn die Kuratoren der Hochschule zum außerordentlichen Professor für orientalische Sprachen, welches Amt er am 2. März 1750 mit der Abhandlung De monumentis veteris ecclesiae orientalis deque usu, quem adferunt theologo linguarum perito antrat. Am 8. Februar 1752 berief man ihn zum ordentlichen Professor der orientalischen Sprachen, welche Aufgabe er am 27. April 1752 mit der Abhandlung De eloquentia et sublimitate dictionis Hebraicae scriptorum antiqui foederis antrat.
Nachdem er am 11. Februar 1761 von der theologischen Fakultät die Ehrendoktorwürde erhalten hatte, wurde er 1765 Bibliothekar der Utrechter Universitätsbibliothek. Am 6. Mai 1771 wechselte er an die theologische Fakultät, wo er weiter den Lehrstuhl der orientalischen Sprachen ausübte und den Lehrstuhl für theologische Formen und Exegese besetzte. Zudem beteiligte er sich auch an den organisatorischen Aufgaben der Utrechter Hochschule und war in den Jahren 1753/54, 1769/70, 1786/87 und 1804/05 Rektor der Alma Mater. Nachdem er am 1. Mai 1810 emeritiert wurde, beteiligte er sich noch gelegentlich durch Gastvorlesungen am Utrechter Hochschulbetrieb.

## Familie
Rau war zwei Mal verheiratet. Seine erste Ehe schloss er am 25. April 1753 in Schiedam mit Cornelia Sara († 5. November 1754), der Tochter des Ratsherrn und Bürgermeisters N. Mispelboon. Aus dieser Ehe stammt die Tochter Johanna Augusta. Aus seiner zweiten Ehe, die er am 8. August 1758 mit Susanna Sabina, der Tochter des Amsterdamer Predigers Tiberius Reytsma (* 16. Februar 1689 in Nyega/Frießland; † 1. Juli 1742 in Amsterdam) und dessen Frau Magdalena Hendrietta Baalde (* Amsterdam), geschlossen hatte, sind die Söhne Tiberius Heinrich (* 25. August 1759 in Utrecht) und der Professor der Theologie an der Universität Leiden Sebald Fulco Johannes Rau (* 16. Oktober 1765 in Utrecht; † 1. Dezember 1807 in Leiden) und die Töchter Magdalena Henrietta (verh. Eßler), Constantia Elizabeth Rau und Maria Johanna Rau bekannt.

## Werke (Auswahl)
- Diatribe de epulo funebri gentibus dando in Jes. XXV:6-8. Utrecht 1747
- Oratio de monumentis veteris ecclesiae orientalis, deque usu, quem adferunt Theologo Linguarum perito. Utrecht 1750,
- Exercit. de Autore atque usu antiquissimi in Leviticum Comment. Judaeis Siphra dicti. Utrecht 1750
- Diss. philol, de eo, quod fidei merentur Judaeorum monumenta sacris in antiquitatibus et sensu earum mystico. Utrecht 1751.
- Oratio de eloquentia et sublimitate Scriptorum antiqui fosderis. Utrecht 1752
- Exercit. in Ps. XLII:7, 8. Utrecht 1753,
- D. de iis, quae ex Arabia in usum tabernaculi sunt petita. Utrecht 1753, Leipzig 1755.
- Positiones Philolog. controversae in fasciculos collectae P. II.. Utrecht 1753–60
- Oratio de ortu et progressa deque impedimentis studii literarum Orientalium. Utrecht 1754
- D. de Vindemia et torcularibus veterum Hebraeorum. Utrecht 1750
- D. de statu exinanitionis atque exaltationis Christi in Jes. LIII. Utrecht 1756
- Specimen philol. in Obad. V:1-8. Utrecht 1757
- Diss. philol. de locis aliquot V.T.. Utrecht 1758
- D. de Testamenti factione Hebr. Ignota. Utrecht 1760
- Or. de judic. in philol. Orient. Regundo. Utrecht 1760
- D. de aedibus veterum Hebraeorum. Utrecht 1764
- D. continens observ. ad varia Codicis V.T. loca. Utrecht 1774
- D. de Armis Veterum Hebraeorum, P.I.. Utrecht 1781
- D. de usu nominis elohim in quibusdam V.T. locis. Utrecht 1781
- Exerc. philol. ad Car. Fr. Houbigantii prolegomena in Script. sacra. Leiden 1785,
- Or. panegyrica in natalem centesimum et quinquagesimum Acad. Traj. dicta in templo urbis primario. Utrecht 1786
- Observ. ad Varia V.T. loca. Utrecht 1774
- Observ. ad nonnulla Cantici Canticorum loca. Utrecht 1774, 1775
- Orat. duae, prima de difficultalibus, quibus prematur studium antiquit. Judaieae, deque Judicio in eo regundo: altera de benefic. a Deo Opt. Max., inde a Juventute in se collatis. Utrecht 1805